# Cheryl Bentyne

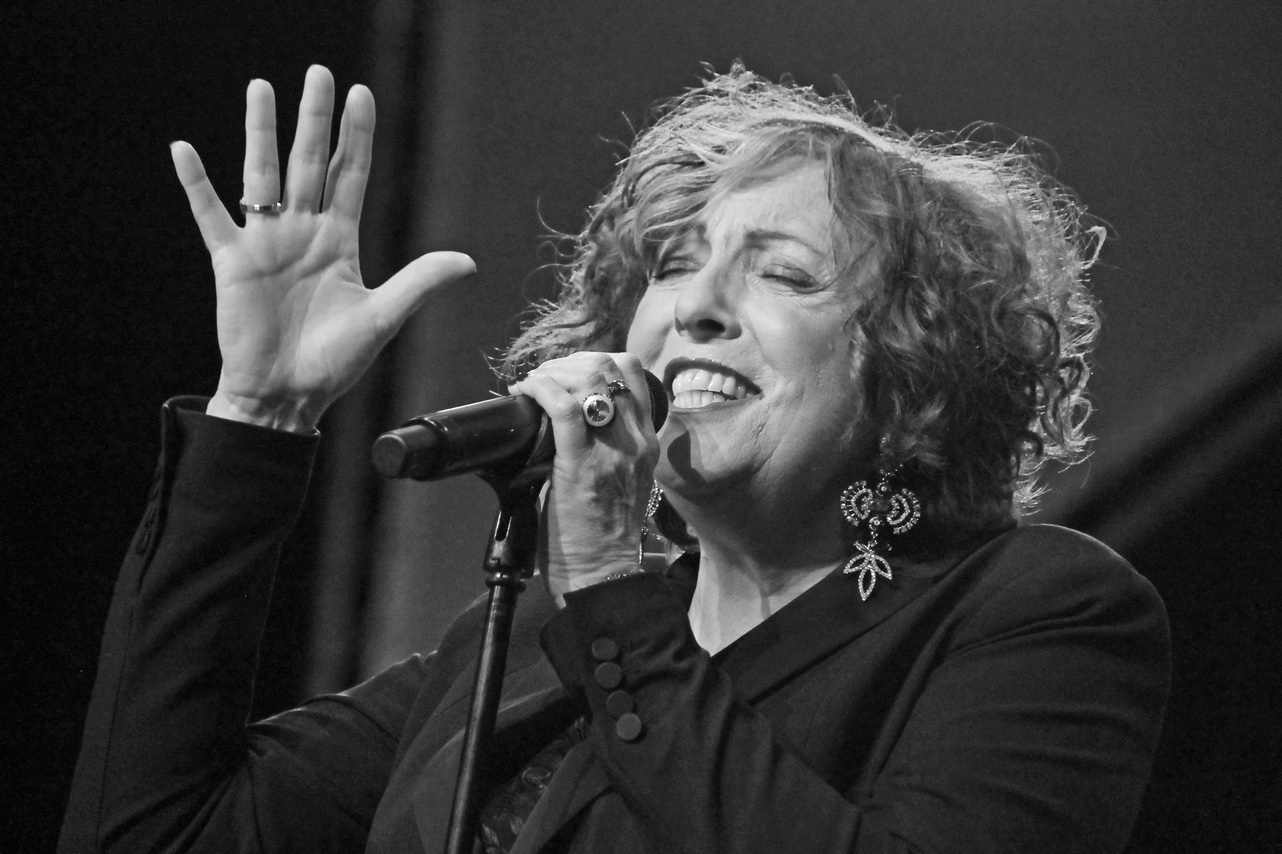
Cheryl Bentyne 2017 beim Jazzfestival St. Ingbert

Cheryl Bentyne (* 17. Januar 1954 in Mount Vernon, Washington) ist eine US-amerikanische Sängerin, die als Mitglied des Vokalquartetts The Manhattan Transfer bekannt wurde.

## Leben und Wirken
Bentyne wuchs in einer musikalischen Familie auf und begann schon im Alter von 13 Jahren mit dem Singen. Auf Anregung ihrer Mutter wurde sie Mitglied der Dixieland- und Swing-Band ihres Vaters, bei der sie ihre Auftritte auf der Bühne sowie ihren Jazz- und Swing-Sopran verbesserte. Nach dem Abschluss der Mount Vernon High School schrieb sich Bentyne am Skagit Valley College in Mount Vernon ein. Nach dem zeitweiligen Studium der Theater- und Musikwissenschaft zog sie später nach Seattle. Dort trat sie mit der New Deal Rhythm Band auf und spielte in Clubs vor Ort sowie in San Francisco und Lake Tahoe. 
Nach vier Jahren mit der Band verließ Bentyne Washington, um nach Los Angeles zu ziehen, wo sie einen Manager fand und begann, in örtlichen Clubs aufzutreten. 1978 wurde sie Mitglied bei The Manhattan Transfer, wo sie Laurel Massé, die sich bei einem Autounfall verletzt hatte, ersetzte. Ihre erste professionelle Aufnahme mit der Vokalgruppe war 1979 das Album Extensions. Für die Aufnahme von Birdland wurde die Gruppe mit dem ersten ihrer Grammys als Best Jazz Fusion Performance ausgezeichnet. Bis heute hat die Gruppe insgesamt 10 Grammy Awards gewonnen. 
Bentyne wurde später gemeinsam mit Bobby McFerrin für Another Night in Tunisia auf dem Album Vocalese ausgezeichnet und erhielt ihren eigenen Grammy Award als Komponist und Autor von Sassy. 
Noch als Mitglied von The Manhattan Transfer begann Bentyne ihre Solokarriere mit ihrem Auftritt auf dem Album Duets des Bassisten Rob Wasserman. Im folgenden Jahr nahm sie Back in Business mit Lorraine Feather auf und 1990 mit ihrer Kollegin von The Manhattan Transfer, Janis Siegel, den Soundtrack für den Film Dick Tracy. Im Jahre 1991 arbeitete Bentyne mit dem Trompeter und Komponisten Mark Isham an dem Soundtrack zu Alan Rudolphs Film, Tödliche Gedanken. Im folgenden Jahr veröffentlicht Bentyne ihr Solo-Debüt-Album Something Cool. 
Bentyne blieb Mitglied bei den The Manhattan Transfer unter Beibehaltung ihrer Solokarriere. Im Jahr 2000 veröffentlichte sie ein Album mit Werken von Cole Porter, Dreaming of Mister Porter. 2004 veröffentlichte sie ihr Album Talk of the Town, zusammen mit dem Pianisten Kenny Barron, dem Saxofonisten David „Fathead“ Newman, dem Flügelhornisten Chuck Mangione, dem Perkussionisten Don Alias und dem Schlagzeuger Lewis Nash. Es folgte 2005 das Album Let Me Off Uptown, eine Hommage an Anita O’Day.